# Asambleas de Granjeros
Asambleas de Granjeros (en estonio: Põllumeeste Kogud, PK) fue un partido político conservador de Estonia. Liderado por Konstantin Päts, fue uno de los partidos gobernantes en el país durante la mayor parte del período de entreguerras.

## Historia
La Liga Rural (en estonio: Maarahva Liit) se formó en 1917 a raíz de un artículo publicado en el periódico Postimees por miembros de la Sociedad Central de Agricultores del sur de Estonia, que instaba a la población rural a formar grupos políticos para representarse a sí misma. El nuevo partido publicó el periódico Maaliit. En las elecciones a la Asamblea Provincial celebradas más tarde ese mismo año, la Liga recibió el 22% de los votos y se convirtió en el partido más votado de la Asamblea, con 13 de los 62 escaños.
Tras las elecciones, el partido se integró en el Bloque Democrático junto con el Partido Democrático Estonio y el Partido Democrático Radical Estonio. El Bloque obtuvo alrededor del 23% de los votos en las elecciones a la Asamblea Constituyente de febrero de 1918, que fueron canceladas. En aquel momento, la Liga consideraba invitar al ejército alemán a ocupar Estonia para repeler a los bolcheviques rusos. Konstantin Päts se unió entonces a la Liga para impedir que esta idea se implementara y se convirtió en su líder.
En las elecciones a la Asamblea Constituyente de 1919, la Liga obtuvo un pobre resultado: solo obtuvo ocho de los 120 escaños y quedó en cuarto lugar. Posteriormente, el gobierno del Partido Laborista de Estonia promulgó reformas agrarias radicales que redistribuyeron la tierra a los agricultores sin tierra. Esta política fue rechazada por la Liga Rural, cuyo apoyo aumentó considerablemente en las elecciones de 1920 entre los nuevos terratenientes que se habían derechizado tras sus avances. Los resultados situaron a la Liga en segundo lugar con 21 de los 100 escaños del Riigikogu, y Päts se convirtió en anciano de Estado.
En 1921, el partido se reorganizó y pasó a llamarse Asambleas de Granjeros, mientras que el periódico Maaliit pasó a llamarse Kaja. En 1923, una escisión provocó que algunos miembros liberales abandonaran el partido para formar el Partido de los Colonos. En las elecciones de 1923, el partido se convirtió en el mayor número de escaños del Riigikogu, obteniendo 23 escaños. Konstantin Päts siguió siendo jefe de Estado.
En las elecciones de 1926, el partido conservó sus 23 escaños. Si bien el Partido Socialista Obrero Estonio se convirtió en la facción más numerosa del Riigikogu, Jaan Teemant, miembro de las Asambleas de Granjeros, siguió siendo anciano de Estado, tras asumir el cargo en diciembre de 1925. El partido se mantuvo como la segunda facción más numerosa del Riigikogu tras las elecciones de 1929, en las que obtuvo 24 escaños. Sin embargo, Otto Strandman, del Partido Laborista, logró formar gobierno.
Antes de las elecciones de 1932, el partido se fusionó con el Partido de los Colonos para formar la Unión de Colonos y Pequeños Propietarios, obteniendo el nuevo partido 42 de los 100 escaños. En 1933, una importante facción conservadora de Asambleas de Granjeros abandonó la Unión para restablecer el partido. Las actividades de los partidos políticos se suspendieron el 6 de marzo de 1935, pero durante la ocupación soviética el partido continuó en el exilio en Suecia.

## Resultados electorales
Los resultados electorales antes de su disolución fueron los siguientes:
| Elección | Votos   | %     | Escaños | +/–         | Posición |
| -------- | ------- | ----- | ------- | ----------- | -------- |
| 1919     | 29.989  | 6,55  | 8/120   | Nuevo       | 4.º      |
| 1920     | 97.825  | 20,76 | 21/100  | 13          | 2.º      |
| 1923     | 99.226  | 21,57 | 23/100  | 2           | 1.º      |
| 1926     | 111.960 | 21,39 | 23/100  | Sin cambios | 2.º      |
| 1929     | 116.715 | 23,11 | 24/100  | 1           | 2.º      |